# Patrick Caulfield
Patrick Caulfield (30 de enero de 1936 – 29 de septiembre de 2005) fue un pintor y grabador inglés conocido por sus lienzos pop art.

## Vida y obra
Patrick Caulfield estudió en la Escuela de Arte de Chelsea a finales de los cincuenta, y en el Royal College of Art desde 1960 hasta 1963, donde entre sus compañeros estaban alumnos como David Hockney y R. B. Kitaj. Después de que lo abandonara, regresó a Chelsea como profesor.
En 1964 expuso en la muestra de la New Generation en la Galería Whitechapel de Londres, que dio como resultado el que se le relacionase con el pop art. 
Desde alrededor de mediados de los setenta comenzó a incorporar elementos más detallados y realistas a su obra, After Lunch (1975) fue uno de los primeros ejemplos. Still-life: Autumn Fashion (1978) contiene una variedad de estilos diferentes -algunos objetos tienen intensos perfiles negros y color plano, pero un cuenco de ostras está representado más realísticamente, y otras zonas están ejecutadas con pinceladas más sueltas. Caulfield más tarde regresó a su estilo de pintura precedente, más desmontado.
Los cuadros de Caulfield son figurativos, retratando a menudo unos pocos objetos sencillos en un interior. Típicamente, usa áreas planas de color simple rodeadas de perfiles negros. Algunas de sus obras están dominadas por un solo tono.
En 1987 Caulfield fue nominado al Premio Turner; en 1995 ganó el Premio Jerwood y en 1996 fue nombrado CBE.
El 24 de mayo de 2004, un fuego en un almacén destruyó muchas obras de la colección Saatchi, incluyendo una o más de Caulfield.
Murió el 29 de septiembre de 2005, y está enterrado en el Cementerio de Highgate Cemetery. Entre los que han seguido su estilo se encuentran Michael Craig-Martin y últimamente Julian Opie.